# Banyuwangi (regentschap)
Banyuwangi is een regentschap gelegen in de provincie Oost-Java op het meest oostelijke puntje van het eiland Java, Indonesië. Banyuwangi is gelegen aan de Straat Bali. De naam betekent welriekende geur. Het regentschap telt 1.554.997 inwoners (volkstelling 2010). Hoofdstad is de gelijknamige stad Banyuwangi.

## Bestuurlijke indeling
Ten tijde van de volkstelling van 2010 was Banyuwangi verdeeld in vierentwintig onderdistricten (Indonesisch : kecamatan), maar vervolgens werd een extra district - Blimbingsari - gecreëerd. De vijfentwintig onderdistricten worden hieronder vermeld met hun gebieden en hun bevolking bij de volkstelling van 2020. De tabel bevat ook de locaties van de administratieve centra van de onderdistricten, het aantal dorpen (rural desa en urban kelurahan ) in elk district en de postcodes.
| Naam            | Opper vlakte in km2 | Inwoners Volks telling 2010 | Inwoners Volks telling 2020 | Admin centrum     | Aantal plaatsen Kelurahan /desa's | Post code     |
| --------------- | ------------------- | --------------------------- | --------------------------- | ----------------- | --------------------------------- | ------------- |
| Pesanggaran (a) | 802.50              | 48.412                      | 53,373                      | Sumberagung       | 5                                 | 68488         |
| Siliragung      | 95,15               | 44.390                      | 48.678                      | Siliragung        | 5                                 | 68489         |
| Bangorejo       | 137,43              | 59.442                      | 65.709                      | Kebondalem        | 7                                 | 68487         |
| Purwoharjo (b)  | 200,30              | 64.969                      | 69.471                      | Purwoharjo        | 8                                 | 68483         |
| Tegaldlimo      | 1.341,12            | 61.176                      | 66.737                      | Tegaldlimo        | 9                                 | 68484         |
| Muncar          | 146,07              | 128.924                     | 136.425                     | Blambangan        | 10                                | 68472         |
| Cluring         | 97,44               | 70.049                      | 77.417                      | Cluring           | 9                                 | 68482         |
| Gambiran        | 66,77               | 58.412                      | 66.187                      | Wringinagung      | 6                                 | 68486         |
| Tegalsari       | 65,23               | 46.161                      | 52.361                      | Tegalsari         | 6                                 | 68485         |
| Glenmore        | 421,98              | 69.471                      | 75.365                      | Karangharjo       | 7                                 | 68466         |
| Kalibaru        | 406,76              | 61.182                      | 65.142                      | Kalibaruwetan     | 6                                 | 68467         |
| Genteng         | 82,34               | 83.123                      | 92.448                      | Gentang Wetan     | 5                                 | 68465         |
| Srono           | 100,77              | 87.209                      | 96.914                      | Sukomaju          | 10                                | 68471         |
| Rogojampi       | 48,51               | 92.358                      | 57.217                      | Rogojampi         | 10                                | 68462         |
| Blimbingsari    | 67,13               | (c)                         | 54.341                      | Blimbingsari      | 10                                | 68460 & 68461 |
| Kabat           | 94,17               | 67.137                      | 63.413                      | Kabat             | 14                                | 68461         |
| Singojuruh      | 59,89               | 45.242                      | 50.463                      | Singojuruh        | 11                                | 68464         |
| Sempu           | 174,83              | 71.281                      | 83.100                      | Sempu             | 7                                 | 68468         |
| Songgon         | 301,84              | 50.275                      | 57.077                      | Tegalarum         | 9                                 | 68463         |
| Glagah          | 76,75               | 33.992                      | 36.532                      | Glagah            | 10                                | 68431 & 68432 |
| Licin           | 169,25              | 27.878                      | 29.460                      | Licin             | 8                                 | 68454         |
| Banyuwangi (d)  | 30,13               | 106.000                     | 117.558                     | Tukangkayu        | 18                                | 68411 - 68419 |
| Giri            | 21,31               | 28.510                      | 31.621                      | Mojopanggung      | 6                                 | 68422 - 68425 |
| Kalipuro        | 301,03              | 76.178                      | 83.685                      | Kalipuro          | 9                                 | 68421 - 68455 |
| Wongsorejo (e)  | 464,80              | 74.307                      | 77.420                      | Wongsorejo        | 12                                | 68453         |
| Totalen         | 5.782,40            | 1.556.078                   | 1.708.114                   | Banyuwangi (stad) | 217                               |               |

Opmerkingen: (a) omvatte 10 kleine eilanden voor de kust. (b) omvat de kleine eilanden voor de kust van Pulau Parengan en Pulau Watulayar. (c) De bevolking van 2010 van het nieuwe Blimbingsari-onderdistricten is opgenomen in de cijfers voor de onderdistricten waaruit het is verwijderd. d) omvat de kleine offshore-eilanden Pulau Boom en Pulau Santen. e) omvat het kleine offshore-eiland Pulau Tabuan.
Stadsgemeenten: Batu · Blitar · Kediri · Madiun · Malang · Mojokerto · Probolinggo · Pasuruan · Surabaya

Regentschappen: Banyuwangi · Bangkalan · Blitar · Bojonegoro · Bondowoso · Gresik · Jember · Jombang · Kediri · Lamongan · Lumajang · Madiun · Magetan · Malang · Mojokerto · Nganjuk · Ngawi · Pacitan · Pamekasan · Pasuruan · Ponorogo · Probolinggo · Sampang · Sidoarjo · Situbondo · Sumenep · Trenggalek · Tuban · Tulungagung